# Килада
Килада (грч. Κοιλάδα) је насељено место у општини Кожани у периферији Западна Македонија, Грчка. Према попису из 2021. године било је 242 становника.
Према бугарском географу и историчару, Василу Канчову, у Килади је 1900. године живело 207 Турака. Године 1923. турско становништво је принудно исељено у Турску а на њихово место су насељене грчке избегличке породице из Турске, којих је на попису из 1928. године било 422. Село се раније звало Искуплер.